# Polynema draperi
Polynema draperi är en stekelart som beskrevs av Girault 1912. Polynema draperi ingår i släktet Polynema och familjen dvärgsteklar. Inga underarter finns listade i Catalogue of Life.